# Michelle Ehlen
Michelle Ehlen (née en 1978) est une actrice, productrice, scénariste et réalisatrice américaine.

## Biographie
Elle étudie l'écriture de scénario à l'école de cinéma de Los Angeles. 
Après plusieurs courts métrages, elle réalise son premier long métrage, Butch Jamie, autour du personnage autobiographique de la lesbienne butch Jamie. Elle reprend ce personnage dans d'autres longs métrages qu'elle réalise : Jill & Me et S&M Sally.

## Filmographie

### Réalisatrice
Courts métrages
- 2002 : Ballet Diesel
- 2002 : Girl for Life (vidéo)
- 2003 : The Breast of Time (court métrage)
- 2003 : Half-Laughing
- 2009 : Cleaning Up the Plate: The Making of 'Eating Out 3' (documentaire vidéo)

Longs métrages
- 2007 : Butch Jamie
- 2012 : POP-U-larity!
- 2013 : Jill & Me (Heterosexual Jill)
- 2015 : S&M Sally

### Actrice
- 2002 : Ballet Diesel : Ballet Diesel
- 2002 : Girl for Life (vidéo)
- 2003 : Half-Laughing : Evie
- 2007 : Butch Jamie : Jamie
- 2008 : Ugly Betty : une femme qui sort de prison
- 2009 : Eating Out : une cliente au café
- 2012 : POP-U-larity!  : Charlene Hornsby
- 2013 : Heterosexual Jill : Jamie
- 2015 : Glee : choriste transgenre
- 2015 : S&M Sally : Jamie

## Récompenses
- L.A. Outfest 2007 : grand prix du jury de la meilleure actrice dans Butch Jamie
- Chicago Gay and Lesbian International Film Festival 2007 : prix du jury pour Butch Jamie
- Barcelona International Gay & Lesbian Film Festival 2013 : mention spéciale du jury pour Jill & Me
- Festival international du film de Cleveland 2014 : Focus on Filmmakers pour Jill & Me
- Pride Film Festival (US) 2014 : meilleur film pour Jill & Me
- Philadelphia QFest 2015 : prix du jury pour S&M Sally